# Lissochlora iguala
Lissochlora iguala là một loài bướm đêm trong họ Geometridae.